# 蔡威廉

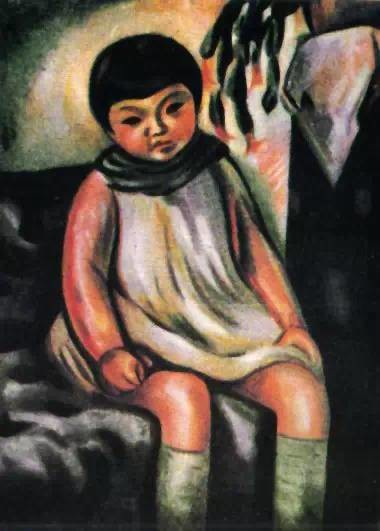
蔡威廉畫作《女孩》

蔡威廉（1904年—1939年），女，原籍浙江绍兴，生于上海，中国油画家，以擅长肖像画知名，为学者蔡元培之女。

## 生平
蔡威廉天资聪颖，爱好文艺。随父母旅居德国、法国和比利时，通晓德语、法语。1929年首届全国美展上，蔡威廉的肖像画“一鸣惊人”，深获好评，认为可与林风眠相提并论。蔡威廉的肖像画用色以黑、白、灰为主调，侧重人物脸部刻画，结构结实，造型准确，充满情趣意味。
1928年与林文铮结婚，随后一直任教于杭州国立艺专。1938年随丈夫到昆明，抚养五个儿女。1939年5月在昆明家中产下一女后，因产褥热而身亡。

## 轶事
蔡威廉到法國後進入法國里昂美術學院學習，期間結識了方幹民，這也是促成方幹民與蔡威廉交往的重要原因。方幹民後來於1929年為蔡元培畫了一幅小幅油畫肖像畫。

## 评价
方干民回忆蔡威廉道:「她的寡言,并不是因为说不来话而不说话,她有时偶然说出话来，却显出她的渊博、恰当；她的沉默,并不是因为不会表情而沉默，相反的，她的情绪就包含在这沉默里，使人深深的感动。她的行动、态度,完全行其性之所适，不强求人了解十分，表露出渊雅、宽大、淡逸、率真的趣味。」

## 學生
- 胡善餘